# Diver (Nico Touches the Walls)
Diver è un brano musicale del gruppo musicale J-Rock giapponese Nico Touches the Walls, pubblicato il 12 gennaio 2011 come loro ottavo singolo. Il singolo è incluso nell'album Passenger. Il brano è stato utilizzato come ottava sigla di apertura degli episodi dal 180 al 205 dell'anime Naruto Shippuden. Il singolo è arrivato alla settima posizione della classifica Oricon dei singoli più venduti in Giappone, vendendo 10 987 copie.

## Tracce
CD singolo KSCL-1727
1. Diver
2. Yuunjou Sanka
3. Broken Youth (Live Version)
4. Diver (Live Version)

Durata totale: 12:35

## Classifiche
| Classifica (2009) | Posizione massima |
| ----------------- | ----------------- |
| Giappone (Oricon) | 7                 |